# Stadtkirche (Sontra)

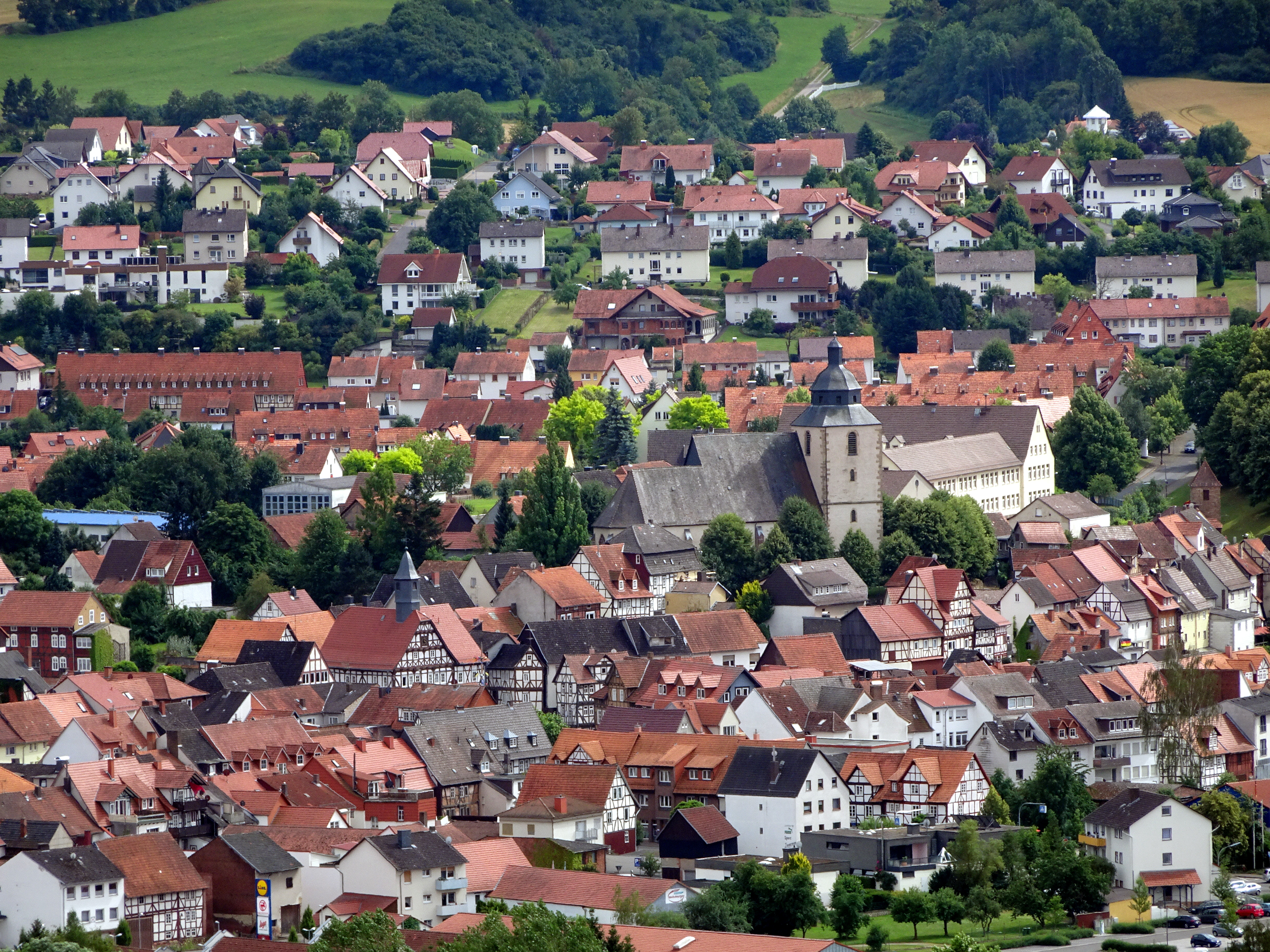
Die Stadtkirche steht auf der höchsten Erhebung der historischen Altstadt.

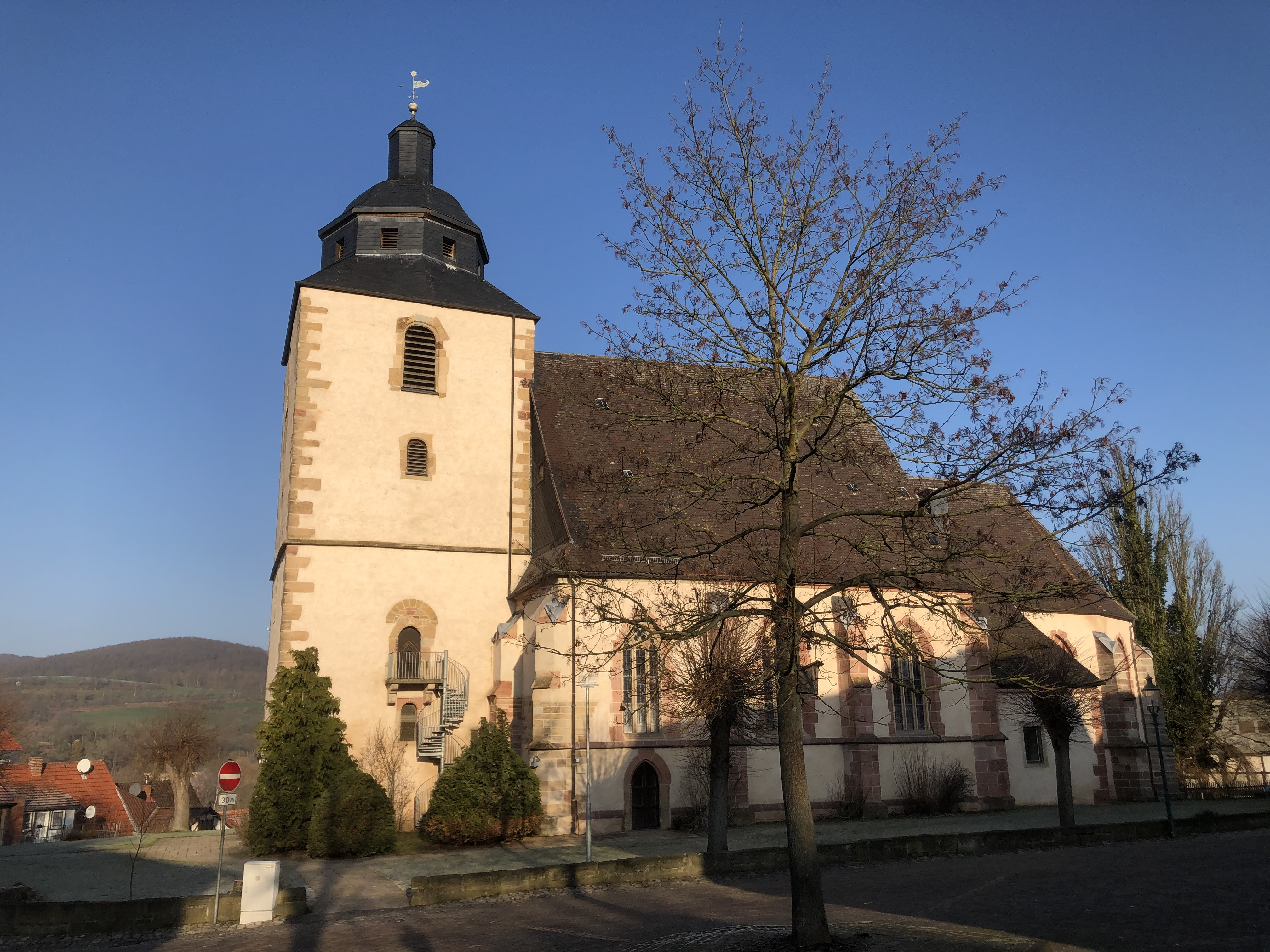
Stadtkirche Sontra (südl. Seitenschiff und Sakristei)

Die Evangelische Stadtkirche St. Marien in Sontra, einer Stadt im Werra-Meißner-Kreis in Hessen, ist ein im Stil der Gotik gehaltener Sakralbau. Sie wurde als katholische Kirche in den Jahren 1483 bis 1493 erbaut und den Heiligen Maria und Georg geweiht. Die heutige Stadtkirche gehört heute zur evangelischen Kirchengemeinde Sontra im Kirchenkreis Werra-Meißner der Evangelischen Kirche von Kurhessen-Waldeck.

## Geschichte
Erste Kirchen in Sontra wurden im Jahre 1408 erstmals erwähnt. Eine Kirche stand auf dem St. Hülfensberg (heute Stubsberg), die nicht mehr erhalten ist. Eine weitere Kirche befand sich auf dem Kirchberg, dem Ort der heutigen Stadtkirche. Wenige Reste der romanischen Vorgängerkirche sind im Turm der heutigen Stadtkirche erhalten.
Die Kirche ab 1483 entstand als gotische Hallenkirche zunächst mit dem fünfseitigen Chor sowie der Sakristei. Im Anschluss wurde das Langhaus mit einem Haupt- und einem kürzeren (Süd-)Seitenschiff unter Einbezug des mittelalterlichen Wehrturms fertiggestellt. Eine Jahreszahl in einem Strebpfeiler des Chores gibt den Abschluss der Bauarbeiten in 1493 an, so dass man heute auf ein über 500-jähriges, in seinen Grundformen unverändertes Gotteshaus zurückblicken kann.
Mit der Reformation wurde die Kirche zur evangelischen Stadtkirche.
Der Turm sowie die fünf Glocken fielen im Jahre 1558 während eines Großbrandes in der Sontraer Altstadt den Flammen zum Opfer. Nach dem Wiederaufbau der Kirche wurde der Kirchturm mit einer markanten Turmspitze versehen, diese stürzte aber bei einem Sturm am 27. Juli 1598 in die Tiefe. Der Neubau des Turms bekam 1619 den heutigen Achteck-Aufsatz aufgesetzt.
Im Verlauf des Dreißigjährigen Krieges wurde die Kirche in der Christnacht 1634 durch brandschatzende Kroaten angezündet. Nach 1667 wurden hauptsächlich Reparaturen (u. a. Fenster an der Südseite um 1840) ausgeführt. In den Jahren 1709 bis 1711 wurden eine neue Orgel angeschafft, das Dach mit neuen Schindeln gedeckt, neue Türen eingebaut sowie die Innen- und Außenfassaden renoviert. Ein weiterer Großbrand vernichtete 1821 wesentliche Teile der Kirche. Unter anderem wurden dadurch die Erneuerungen des Westportals (1865) sowie der Außenfassade notwendig.
Umfassende Instandsetzungen der Stadtkirche erfolgten in den Jahren 1934 und 1964. 1964 wurden unter anderem ein Mosaikfenster des Chores sowie der stählerne Glockenstuhl und die Außentreppe zum Turm geschaffen. Eine Neueindeckung des Turmdachs erfolgte 1991. Die letzte größere Instandsetzung erfolgte vor wenigen Jahren (Stand 2020). Hierbei wurde das durch die Witterung stark in Mitleidenschaft gezogene Bruchsteinmauerwerk des Turmes verputzt.

## Architektur

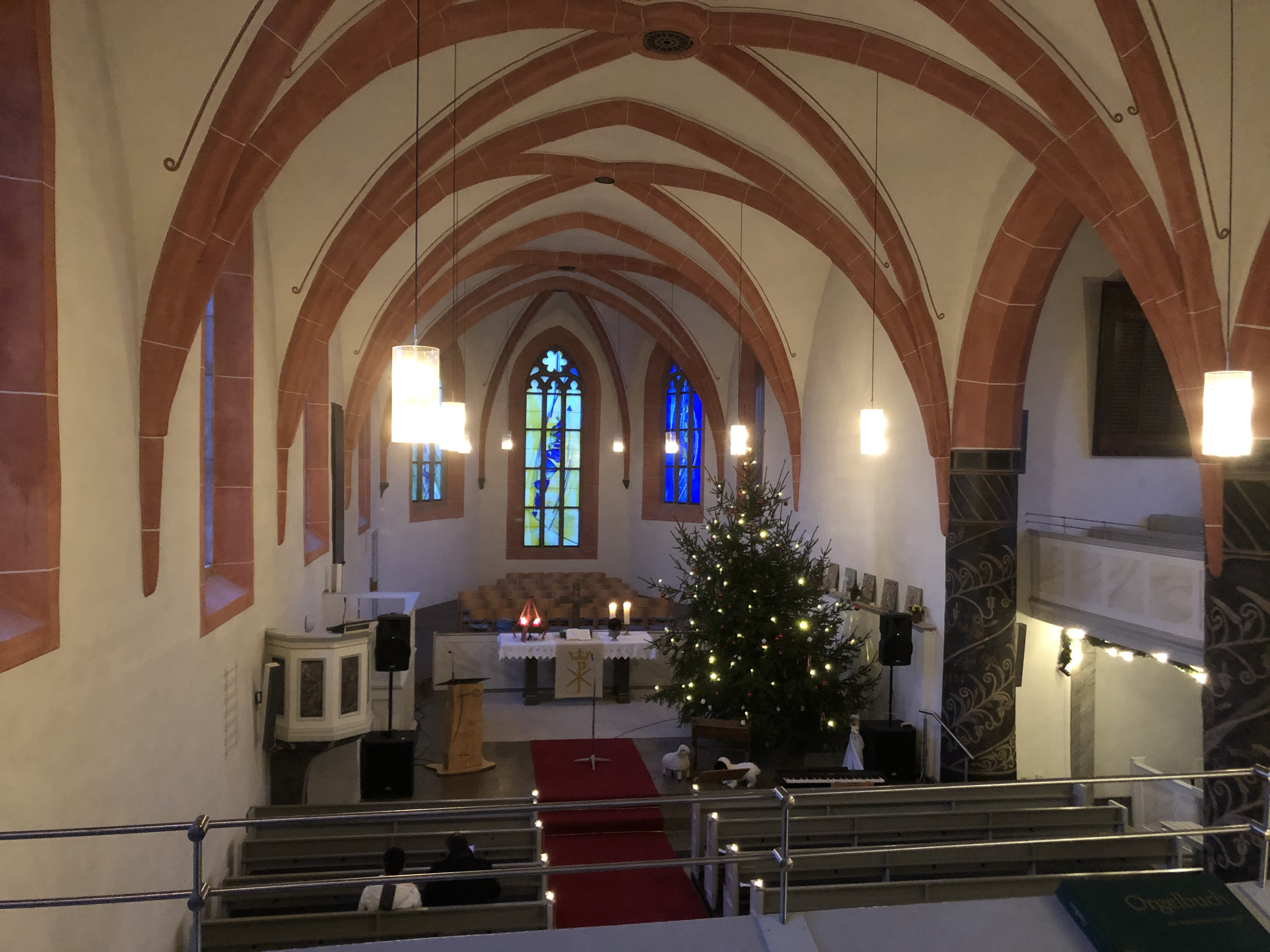
Innenansicht

Der gotische Baustil der Kirche wird an mehreren Elementen deutlich: die Spitzbögen am Portal, in den Gewölben und an den Fenstern.
Das spätgotische Kirchenschiff mit nur einem südlichen, kürzeren Seitenschiff mit Empore und gleicher Gewölbehöhe ist in Hessen häufiger anzutreffen. Dieser Typus findet sich in abgewandelter Form z. B. auch in der Marburger Universitätskirche und der Kasseler Brüderkirche.

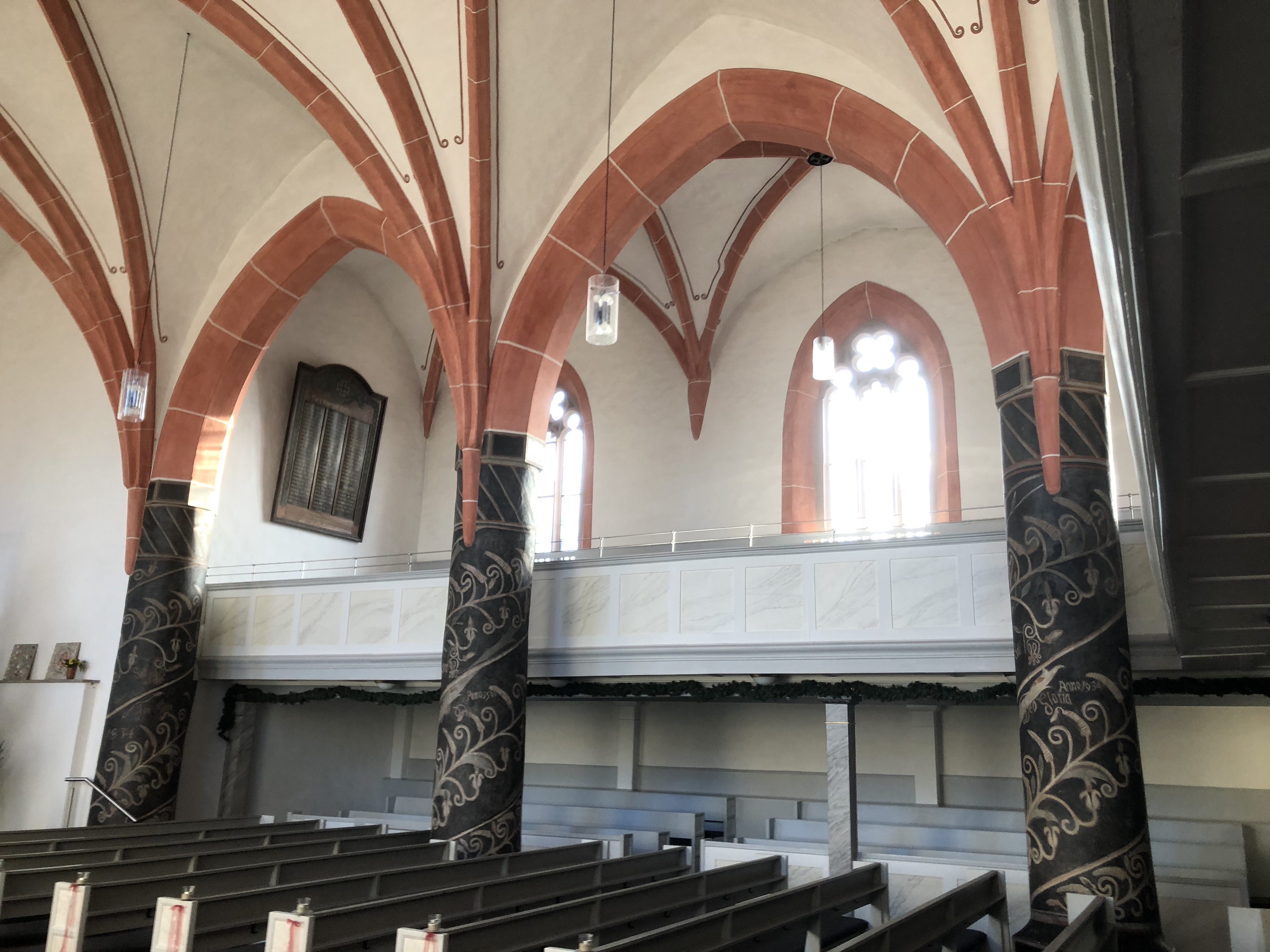

Das Langhaus besteht aus drei Gewölbejochen, der Chor besitzt zwei Joche. Vor allem prägen die drei dicken, runden ungegliederten Säulen, die schützend und trennend zwischen Langhaus und Seitenschiff stehen, den Raumeindruck. Auf ihnen ruhen die weit gespannte Arkadenbögen. Die Säulen sind mit ihrem bunten Rankenwerk auf dunkelgrauem Grund bemalt, die einzigen Schmuckelemente der Kirche. Es ist auf 1568 datiert und ist bei Renovierungen erneuert worden. Unklar ist noch heute die Bedeutung eines Wodanskopfes am Sockel eines Gewölbegerippes in dem erhöhten Chorraum.
Das Äußere der Kirche zeigt sorgfältig bearbeitetes rotes Sandsteinquaderwerk und ein mächtiges Dach. Bei den Zugängen ist besonders das große Spitzbogenportal der Nordseite beachtenswert.
Im Innenraum treten die nachmittelalterlichen Einbauten stark zurück. Die Ausmalung von 1934 orientiert sich an der Farbfassung der 1568 wiederhergestellten Ausmalung.

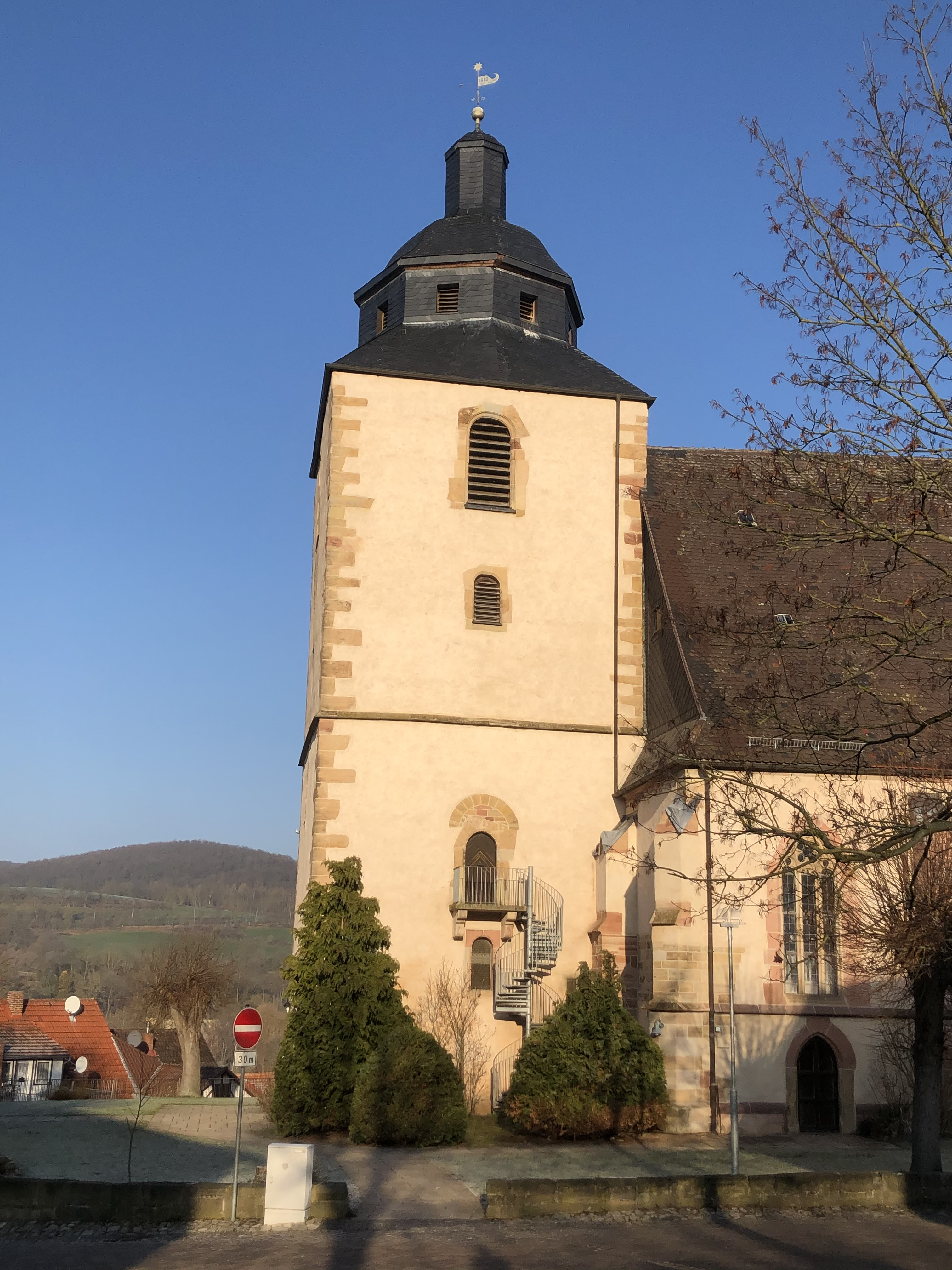
Turm mit außenliegendem Treppenaufgang

Der Kirchturm mit seinem dicken Bruchsteinmauerwerk hat einen Grundriss von etwa 10 × 10 Metern und misst 21,5 m bis zur Traufkante. Insgesamt ist er 36 m hoch. Die drei Obergeschosse erreicht man heute über ein außenliegende Wendeltreppe. In Zeiten kriegerischer Auseinandersetzungen war der Wehrturm früher durch eine leichte, im Notfall einziehbare Holztreppe gesichert. Noch Anfang des 19. Jahrhunderts führte um den achteckigen Turmaufsatz eine offene Galerie. Jetzt ist diese abgedeckt, so dass zwischen Glockenstube und „Herrmanns-Stübchen“, der alten Wohnung des Türmers, ein vermittelndes Dachband liegt. In der Turmfahne steht groß die Jahreszahl 1619. In deren Kapsel werden Berichte von Bürgermeistern und Pfarrern aufbewahrt.

## Innenraum und Ausstattung

### Altar

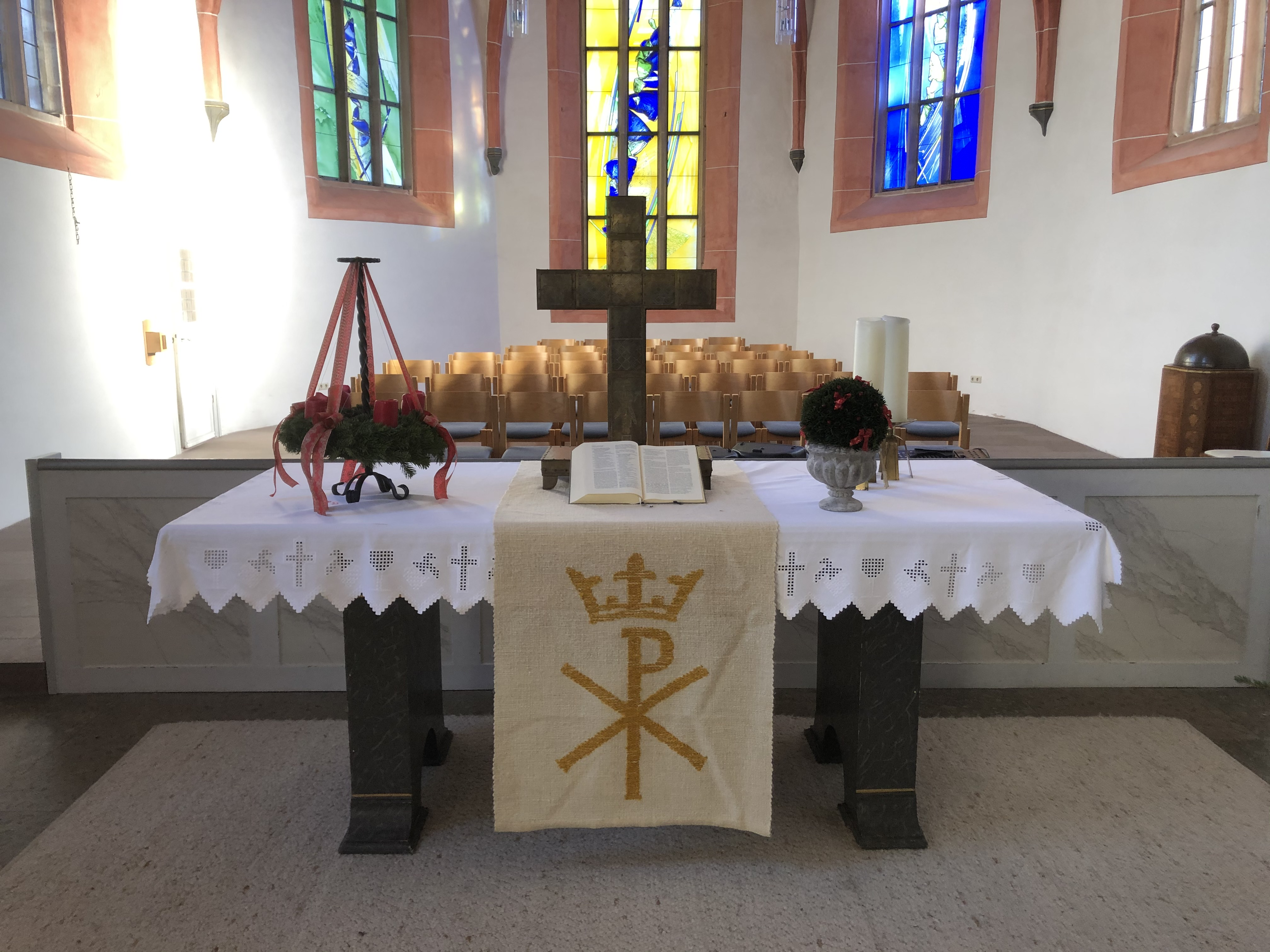
Heutiger Tisch-Altar

Früher standen in der Kirche drei Altäre. Mit der Reformation verschwanden aber die Nebenaltäre.  Der ursprüngliche steinerne Hauptaltar ist nicht mehr erhalten. Heute ist ein Tischalter vorhanden.

### Kirchenfenster
Der Chor wird durch die sechs großen Spitzbogenfenster mit dem vielgestaltigen Maßwerk erhellt. Seit 2003 schmücken drei Chorfenster mit dem Trinitätsthema des Londoner Künstlers Graham Jones die drei Chorfenster.

### Epitaphe und Gedenktafeln
Im Untergeschoss des Turms mit seinem Gratgewölbe befinden sich der Grabstein von Philipp von Diede († 1558) sowie der Sophia von Baumbach (um 1820) und ein weiterer Epitaph.
Ebenfalls im Turmuntergeschoss sind ein Gedenkstein für die Gefallenen beider Weltkriege, ein Erinnerungsstein an die Pest von 1626 sowie der Grabstein des Ulfener Pastors Bormann, der 1628 in Sontra verstarb und mit seinem Grabstein dafür gesorgt hat, „daß die Schreckenszahlen von Ruhr und Pest nicht nur auf Papier festgehalten wurden“:
„ANNO 1623 SEINDT ALHIER AN DER ROTHEN RUHR. 137 PERSOHNEN GESTORBEN; ANNO 1626 SEINDT AN DER PESTIL. 549 PERSOHNEN GESTORBEN. SYR: 7 WAS DU THUST O MENSCH SO BEDENKE DAS ENDE.“
Im Kirchenraum befinden sich noch zwei Gedenktafeln für die Gefallenen der Kriege von 1870/1871 und des Ersten Weltkriegs 1914–1918.

## Orgel

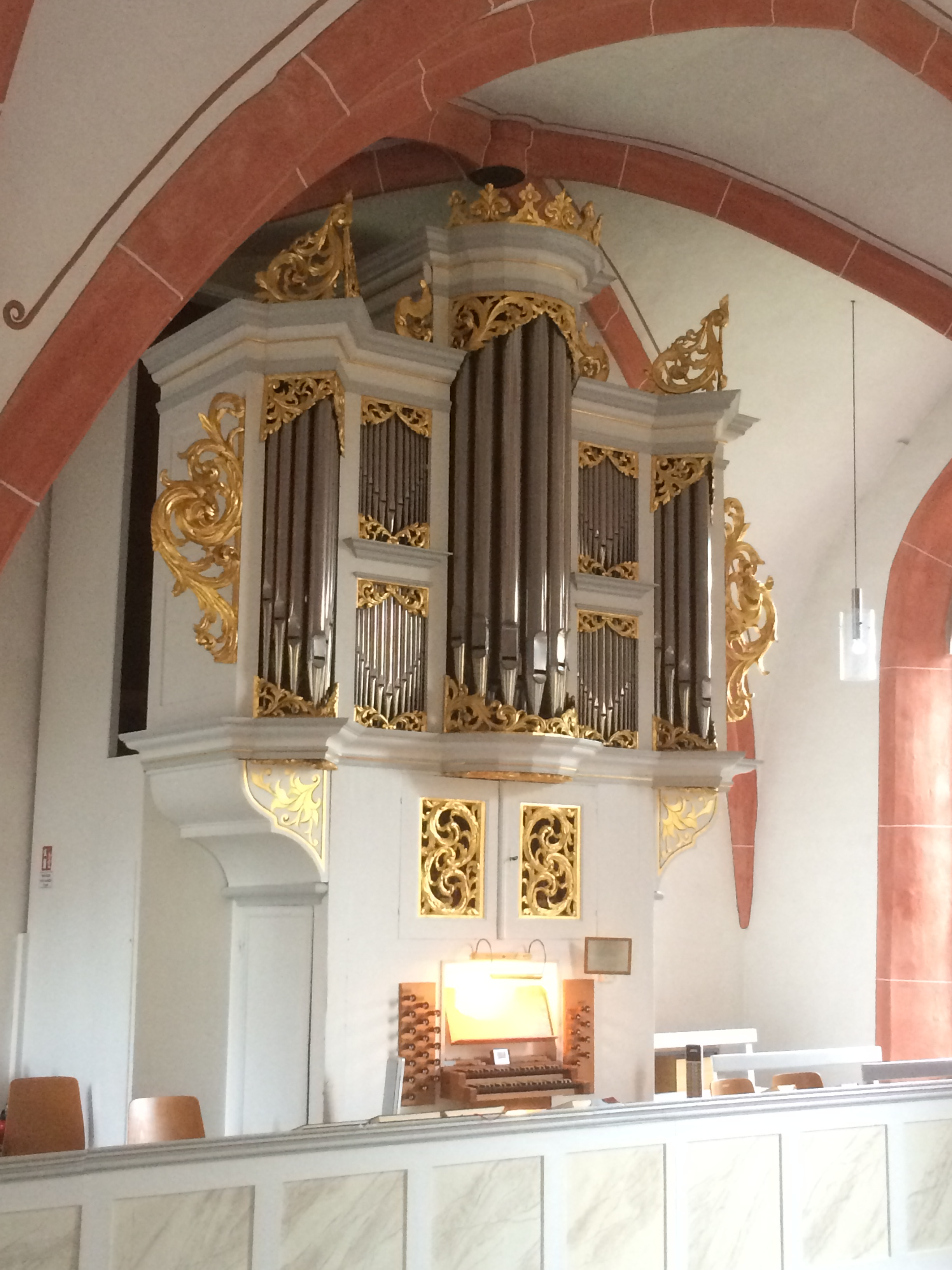
Zweimanualige Orgel mit Gundermann-Prospekt

Von der durch Johann Adam Gundermann in den Jahren 1710/1711 geschaffenen Barock-Orgel ist der Prospekt erhalten.
Johann Adam Gundermann aus Wommen gilt als der Erbauer der früheren Sontraer Orgel, er war ein Schüler des Stader Orgelbaumeisters Arp Schnitger. Unter seiner Leitung hatte Gundermann 1709 als Schnitgers Meisterschüler die wertvolle Orgel in Rastede in Oldenburg gebaut. Gundermann entstammte einem alten Geschlecht aus Wommen, dessen Ahnen bis in das Jahr 1520 zurückverfolgt werden können. Er ist am 22. August 1711, 33 Jahre alt, in Sontra gestorben und auf dem ältesten Kirchhof beigesetzt. Dieses 18 Register zählende Orgelwerk blieb Gundermanns letztes.
1759 nahm Johannes Schlottmann eine Reparatur der Orgel vor. Nach der Einweihung und Renovierung verfügte das Sontraer Instrument über die 18 Register Gundermanns und die neuen fünf Register des Pedals. Diese Orgel galt über zwei Jahrhunderte als die klanglich beste Orgel im weiten Umkreis in Kurhessen außerhalb von Kassel. Im 20. Jahrhundert wurde der Klangkörper schwer beschädigt. Eine nicht gelungene Erneuerung im Jahr 1903 beraubte sie ihres Barockwerkes.
Die heutige Orgel wurde 1964 von der Werkstatt Dieter Noeske aus Rotenburg/Fulda unter Verwendung des ursprünglichen Orgelprospekts von Gundermann neu gebaut. Sie verfügt über 25 klingende Register auf Schleifladen, die Spiel- und Registertrakturen sind mechanisch. Das Hauptwerk (1. Manual) befindet sich hinter den sichtbaren Prospektpfeifen, das Brustwerk direkt oberhalb des Spieltischs, hinter zwei mit reichen und vergoldeten Schnitzarbeiten verzierten Türen. Das Pedalwerk mit seinen sieben Registern ist an der Turmwand hinter dem originalen Gehäuse von Gundermann aufgestellt.
2019/2020 wurde die Orgel vom Schimmel gereinigt, eine Belüftung eingebaut, teilweise umdisponiert und neu intoniert (mitteltönige Stimmung).
Die heutige Disposition lautet:
| I Hauptwerk CD–c3 |             |        |
| 1.                | Quintade    | 16′    |
| 2.                | Principal   | 8′     |
| 3.                | Rohrflöte   | 8′     |
| 4.                | Octave      | 4′     |
| 5.                | Spillpfeife | 4′     |
| 6.                | Octave      | 2′     |
| 7.                | Spitzflöte  | 2′     |
| 8.                | Nassat      | 3′     |
| 9.                | Terz        | 1 3⁄5′ |
| 10.               | Mixtur IV–V | 1 ⁄3′  |
| 11.               | Trompete    | 8′     |

| II Brustwerk CD–c3 |             |        |
| 12.                | Holzgedackt | 8′     |
| 13.                | Blockflöte  | 4′     |
| 14.                | Principal   | 2′     |
| 15.                | Terz        | 1 3⁄5′ |
| 16.                | Quinte      | 1 ⁄3′  |
| 17.                | Scharff III | 1⁄2′   |
| 18.                | Vox Humana  | 8′     |
|                    | Tremulant   |        |

| Pedal C–d1 |              |     |
| 19.        | Subbaß       | 16′ |
| 20.        | Octavflöte   | 8′  |
| 21.        | Nachthorn    | 4′  |
| 22.        | Rohrpfeife   | 2′  |
| 23.        | Rauschpfeife | 2′  |
| 24.        | Posaune      | 16′ |
| 25.        | Trompete     | 8′  |

- Koppeln: II/I, I/P

## Glocken
Bis 1635 hingen fünf, danach nur noch drei Glocken im Turm. Zwei Glocken mussten jeweils in Kriegszeiten abgeliefert werden.
Die jetzigen drei Glocken wurden in 1950 in den Turm gebracht und bilden ein harmonisches Geläut.

## Galerie

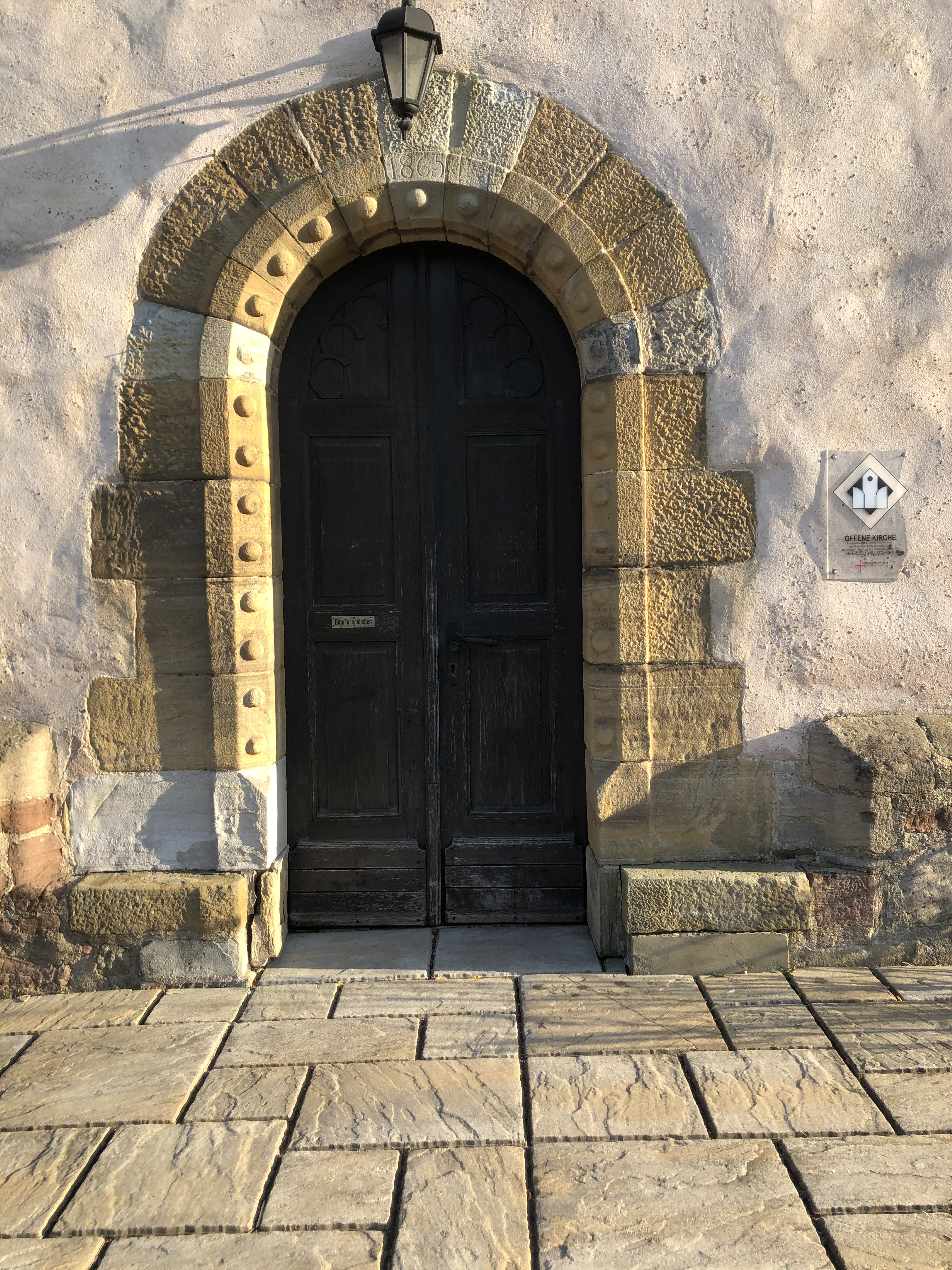
Hauptportal (Westseite)
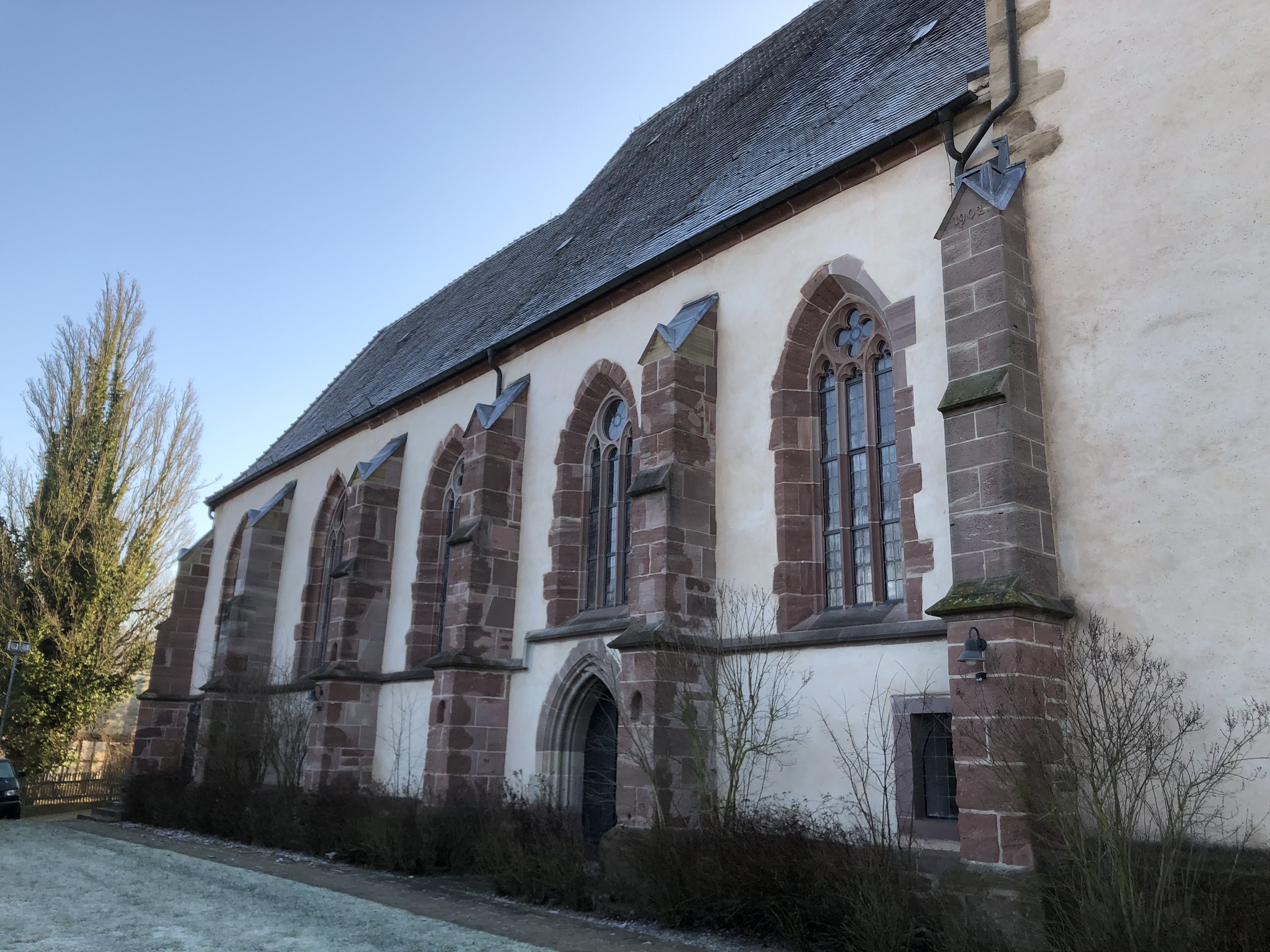
Langhaus (Nordseite)
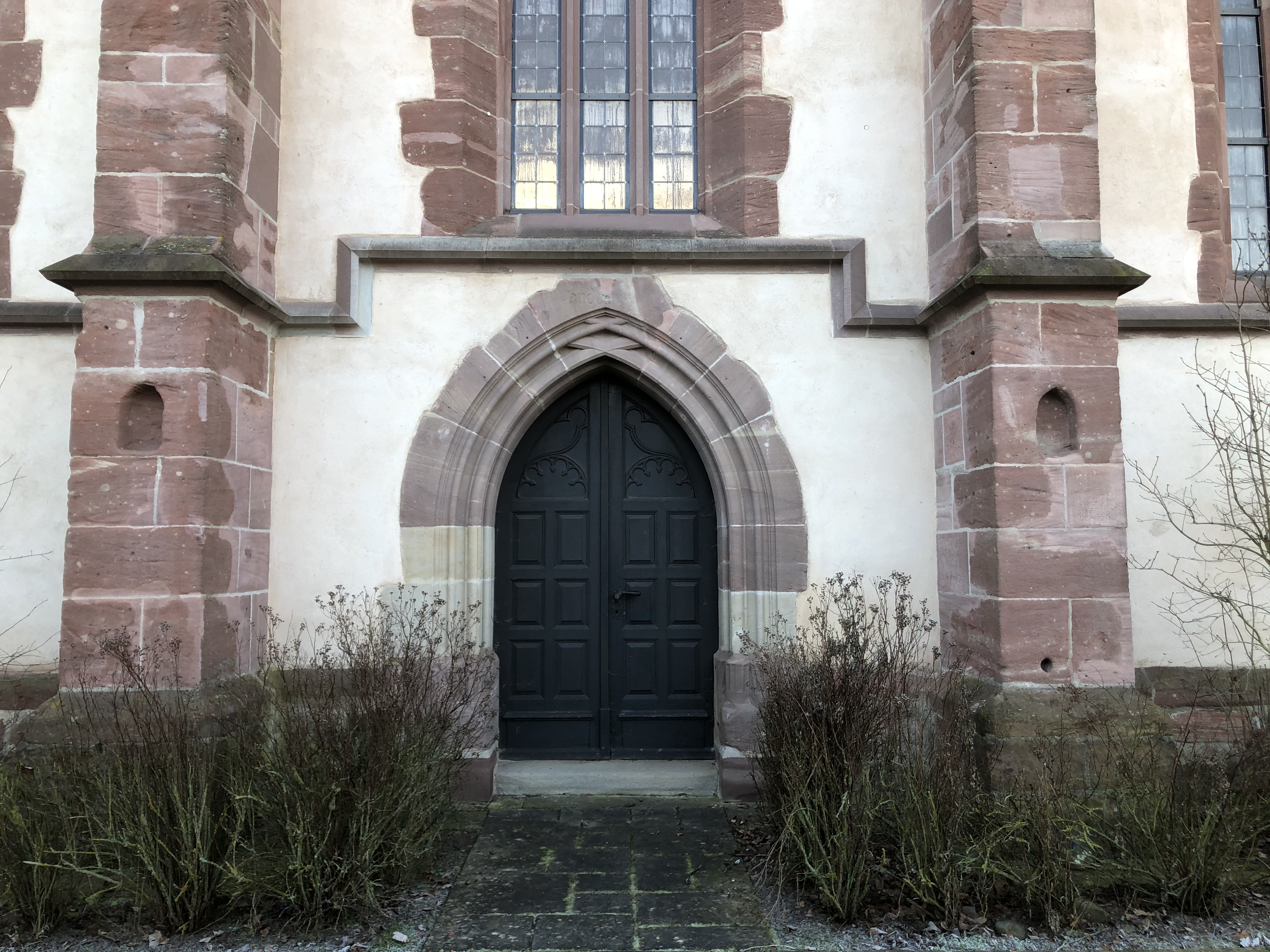
Gotisches Portal im nördlichen Langhaus
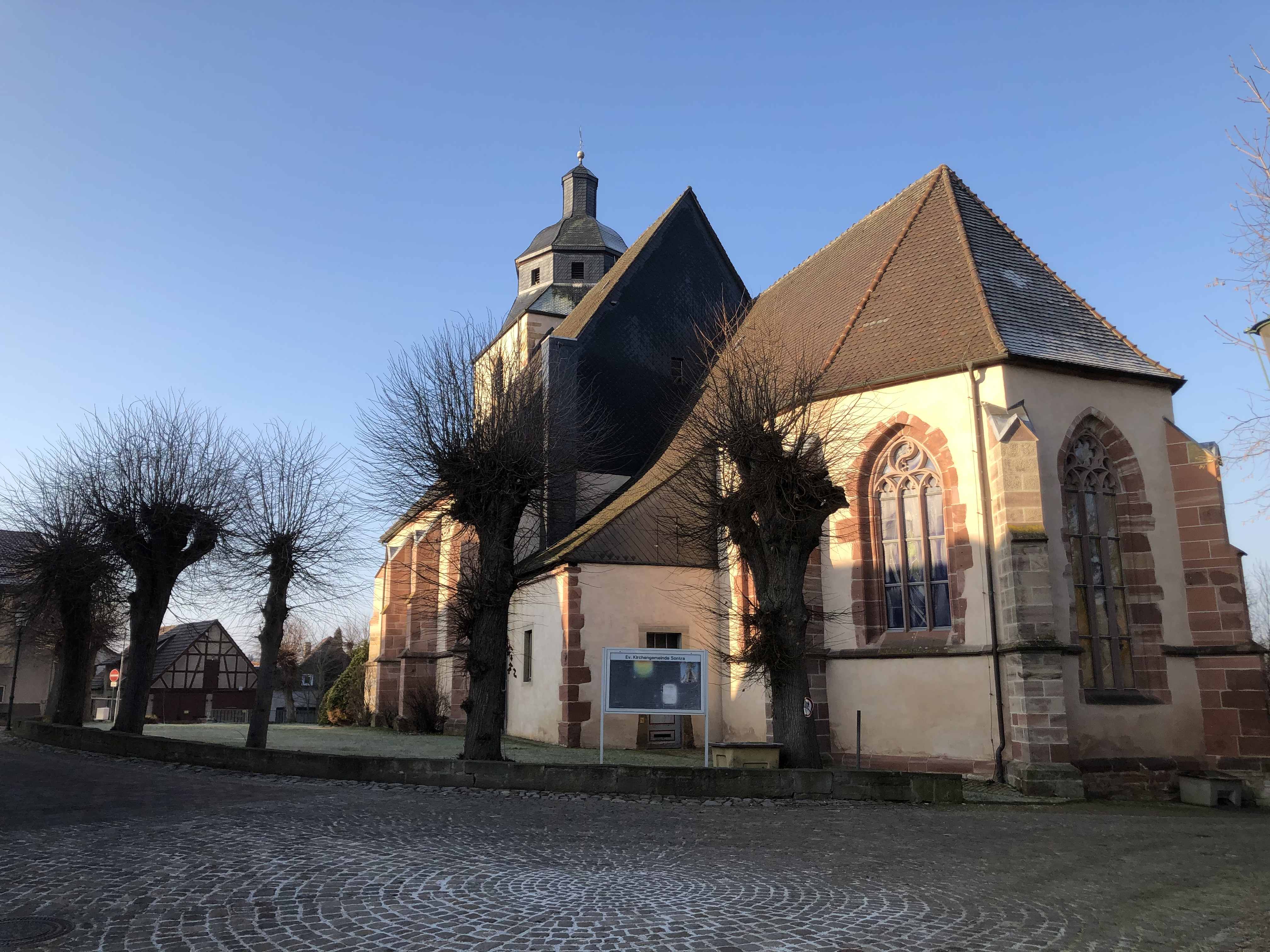
Chor und Sakristei
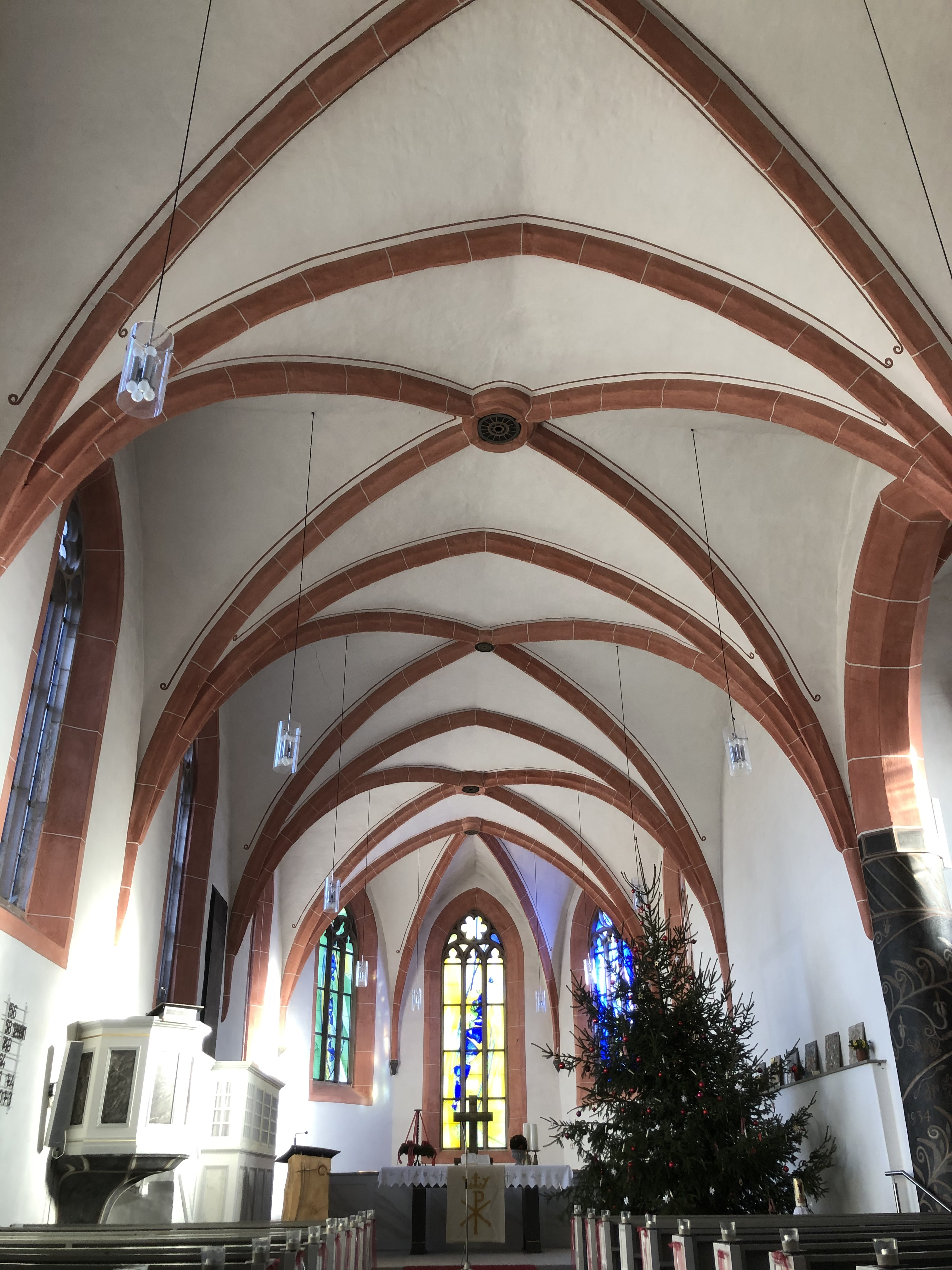
Hauptschiff mit Kreuzrippengewölbe
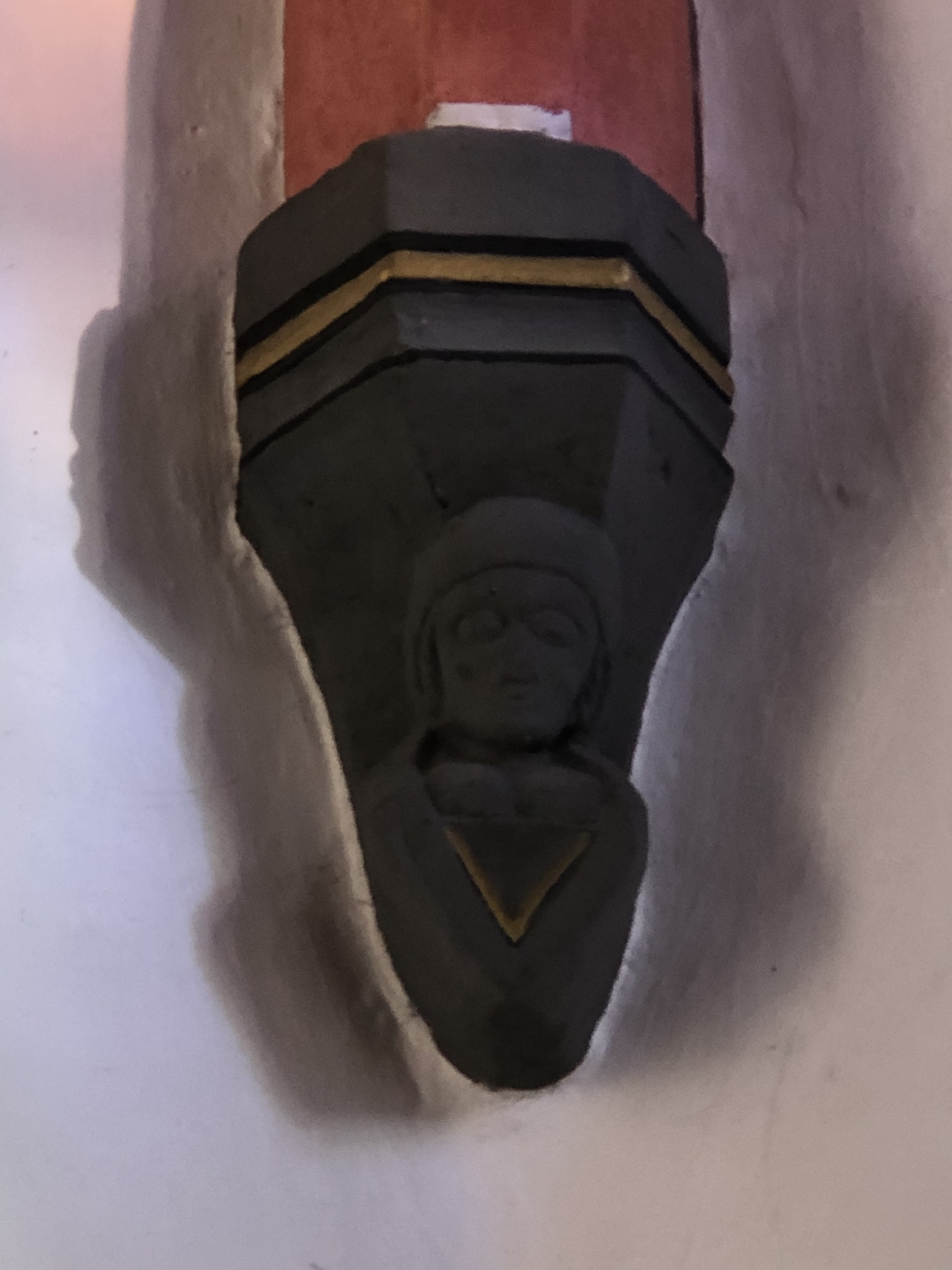
Wotanskopf am Chorgewölbe
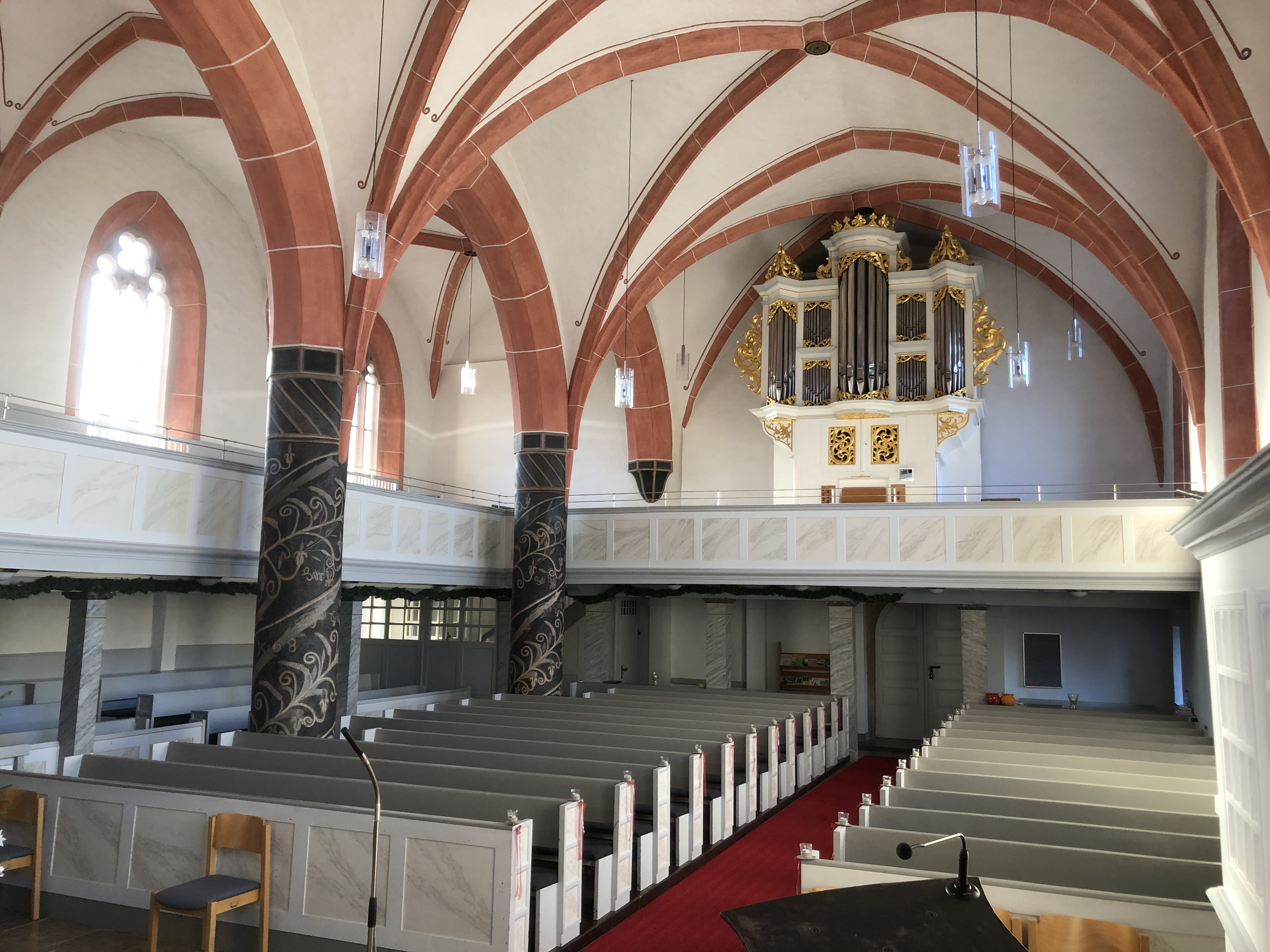
Hauptschiff, südl. Seitenschiff mit Empore und Westempore mit Orgel
Grabstein des Philip Diede zum Fürstenstein
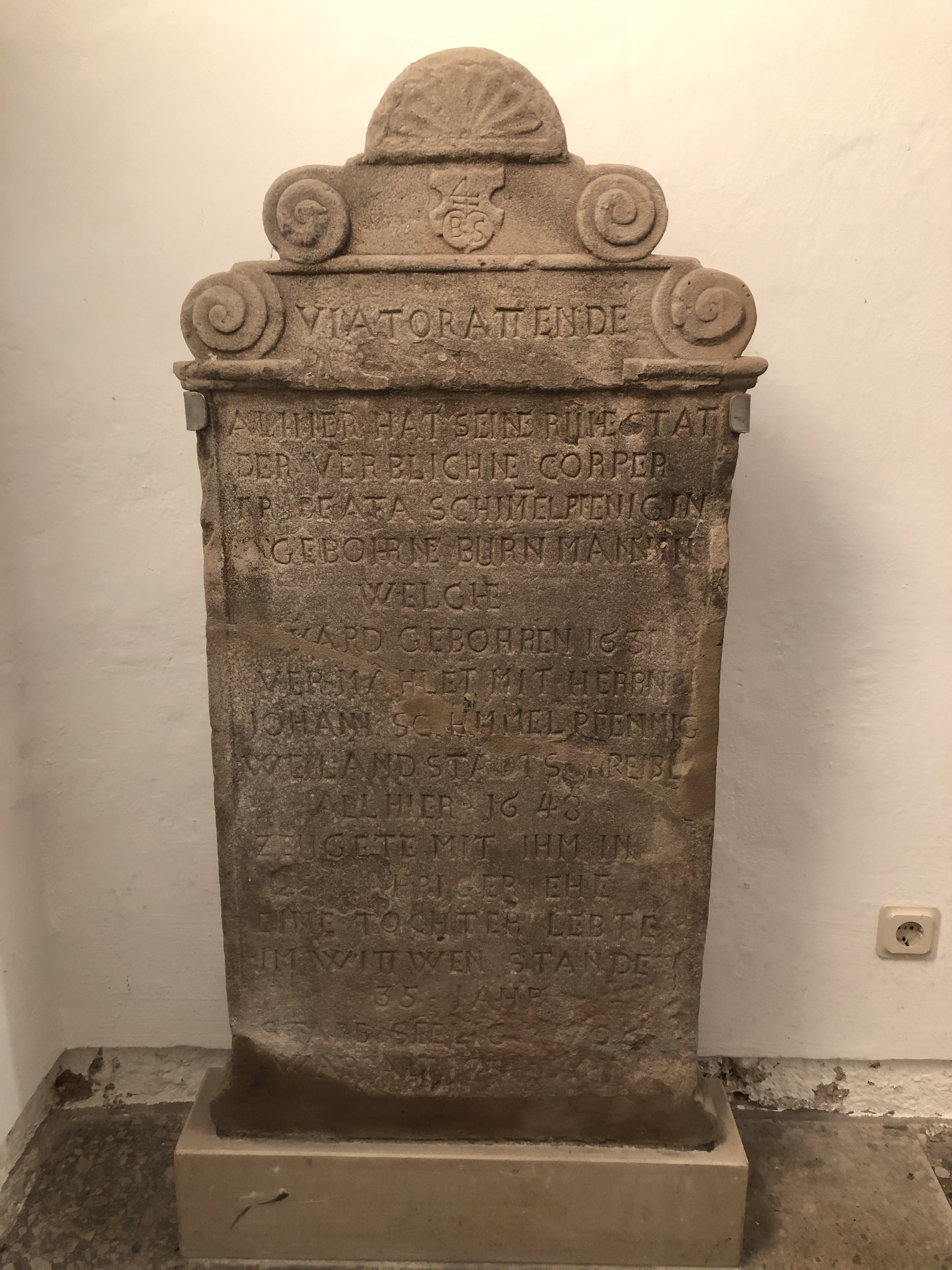
Grabstein des Ulfener Pastors Bormann
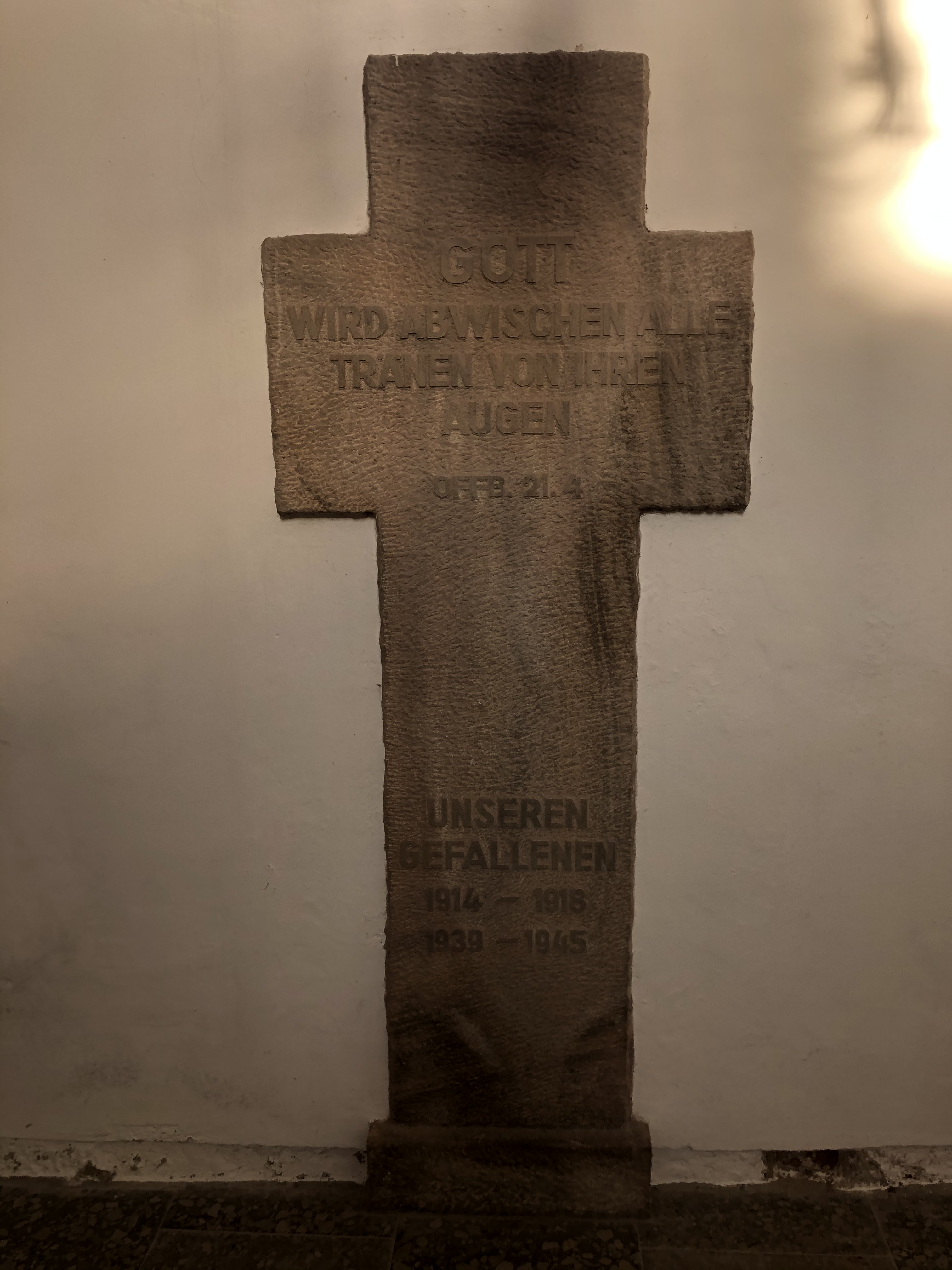
Gedenktafeln für die Gefallenen beider Weltkriege